# Euhampsonia niveiceps
Euhampsonia niveiceps är en fjärilsart som beskrevs av Walker 1865. Euhampsonia niveiceps ingår i släktet Euhampsonia och familjen tandspinnare. Inga underarter finns listade i Catalogue of Life.